# Batalla de Manzikert
La batalla de Manzikert o Malazgirt tuvo lugar el 26 de agosto de 1071 entre los turcos selyúcidas y las tropas bizantinas en las cercanías de Manzikert —actual Malazgirt, Provincia de Muş en Turquía—. La decisiva derrota del ejército bizantino y la captura del basileus Romano IV Diógenes jugó un importante rol en la caída de la autoridad del Imperio bizantino en Anatolia y Armenia, lo que permitió la gradual turquificación de Anatolia.

## Antecedentes
Con la pérdida de Siria y Egipto, el Imperio bizantino estaba reducido esencialmente desde el siglo VII a dos regiones: los Balcanes y Anatolia (o Asia Menor), siendo esta última el principal granero y zona de reclutamiento del ejército bizantino. Durante la época de Basilio II se había consolidado el dominio en estas dos áreas, estableciéndose una frontera oriental con el mundo musulmán que iba desde Antioquía hasta Armenia. La defensa de esta frontera estaba encargada a hombres libres reclutados en la región.
Con la crisis que siguió al fin de la dinastía macedónica, se produjo un enfrentamiento entre dos bandos, el de los militares y el de los funcionarios civiles. La llegada al trono de uno de los últimos provocó la reducción en el número de efectivos y el desmantelamiento de parte de las defensas de la frontera oriental, que quedó abierta a las incursiones de los turcos selyúcidas, comandados por Alp Arslan, que conquistaron Armenia. 
En efecto, el anciano Constantino X Ducas desmovilizó a 50 000 hombres de las milicias armenias, cuyos miembros disfrutaban de exenciones impositivas y así les reintrodujo algunos impuestos. Además, el emperador era un ortodoxo muy devoto y deseaba la completa sumisión de la Iglesia armenia, lo que alimentó su hostilidad. Y aunque dicha medida se justificó en generar más recursos para el Estado, Constantino siguió gastando enormes cantidades en lujos extravagantes y construcción de edificios. Esto generó un nuevo problema para el imperio, pues el territorio armenio dejó de ser un colchón entre Constantinopla y los selyúcidas y los armenios se convirtieron en una minoría dentro del imperio que era hostil a los griegos, y como muchos príncipes armenios se sentían abandonados a su suerte presentaron poca resistencia a los selyúcidas, sin saber que su dominio sería más terrible que el vivido ante los romanos.
La subida al trono de Romano IV Diógenes, un militar, llevó a la organización de un ejército de 70 000 hombres para reconquistar el terreno perdido ante los turcos.
En 1071 el normando Roberto Guiscardo tomó la ciudad de Bari, que era el último reducto bizantino en el sur de Italia. El emperador Romano IV había dado por perdida Italia y en su lugar se conformaba con hacer frente a los turcos. Partió hacia el este con un ejército de 60 000 soldados incluidos los de caballería pesada, llamados también catafractos, a los que se sumaban numerosos contingentes de infantería, de los cuales solo la mitad eran bizantinos, siendo el resto mercenarios turcos o normandos.
De los soldados bizantinos, una parte estaba al mando del estratego Andrónico Ducas, perteneciente a una familia rival al emperador. En cuanto a la guardia varega, se quedó en Constantinopla, no interviniendo en la batalla.

## La batalla
Tras atravesar Anatolia y asegurar algunos fuertes por el camino, Romano IV envió al destacamento turco de avanzadilla mientras él seguía hacia Mancicerta. No se sabe qué fue de los mercenarios turcos, si fueron atacados o simplemente desertaron, pero no se volvió a saber de ellos.
En el ejército bizantino había muchos soldados inexpertos, y la lealtad de algunos generales era dudosa, pero con ellos retomó la ciudad de Mancicerta, ubicada al este de la actual Turquía, que los selyúcidas habían ocupado con anterioridad. Con ello violaba el tratado de paz que había firmado con Alp Arslan años antes. Este se encontraba en Siria y tuvo que abandonar sus planes para retroceder precipitadamente a enfrentarse a los bizantinos.
El ejército selyúcida estaba formado en su mayoría por caballería ligera, que no estaba armada para resistir un ataque frontal de la caballería pesada bizantina, pero era más ágil y podía maniobrar mejor.
Alp Arslan llegó a Mancicerta el 25 de agosto de 1071. Al avistar el ejército enemigo, Romano IV ordenó a su caballería que cargase contra los turcos, con lo cual violó una de las normas básicas de la estrategia bizantina: nunca debía enviarse caballería pesada a perseguir a la caballería ligera, a menos que ésta estuviera acorralada contra un río u otra barrera. Tales persecuciones solo agotaban a los caballos y los volvían vulnerables ante un contraataque. Así sucedió: los turcos huyeron con la pericia necesaria para no dejarse acorralar y hostigaron con flechas desde lejos. El emperador vio que sus tropas se estaban agotando y ordenó la retirada. Caída la noche mientras las tropas bizantinas trataban de instalarse en un campamento, los turcos atacaron por todas partes mediante una formidable maniobra de pinzas. Durante la batalla, en la que Romano comandaba la vanguardia, los mercenarios normandos decidieron no intervenir, mientras que la retaguardia, dirigida por Andrónico Ducas, se dio a la fuga dejando desamparado al basileus y volvió a Bizancio a apoyar sus propios intereses políticos.
La falta de organización, sumada a la gran pericia de Alp Arslan, permitió a los turcos destruir completamente el ejército bizantino y capturar al propio emperador. Nunca antes los enemigos de Bizancio habían derrotado tan contundentemente al ejército bizantino. El desastre de Manzikert marcó el inicio de la decadencia militar de Constantinopla.

## Consecuencias

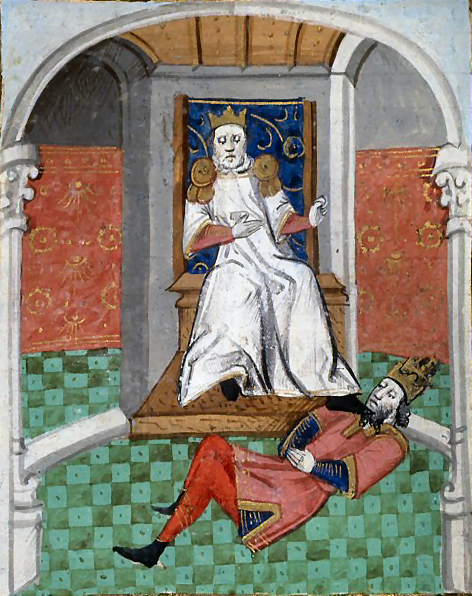
Alp Arslan humillando a Romano IV. De una traducción francesa ilustrada del siglo XV de De casibus virorum illustrium de Boccaccio.

En un principio, las consecuencias de la derrota de Manzikert no fueron dramáticas. El emperador derrotado convino con el sultán Alp Arslan un rescate, un tributo anual y la cesión de algunas plazas, con lo que le dejó en libertad.
Sin embargo, a su vuelta Romano IV se encontró con que había sido depuesto. Fue apresado por los Ducas, cegado, torturado y abandonado a su suerte. El nuevo basileus Miguel VII no quiso cumplir los compromisos del emperador depuesto, por lo que los selyúcidas se consideraron libres del tratado.
A partir de 1073 los selyúcidas comenzaron a invadir Anatolia, ya sin oposición. En pocos años habían formado un nuevo sultanato llamado de Rüm, esto es, de Roma (Bizancio) en pleno centro de la península. Los bizantinos solo pudieron conservar parte de las costas. El Imperio bizantino había perdido la mitad de su tierra cultivable y de sus recursos humanos, y la nueva frontera era absolutamente indefendible. Por ello, los cronistas bizantinos siempre se refirieron a la batalla de Manzikert como aquel día terrible.
Así, la gran potencia militar que había sido durante siglos el Imperio bizantino pasó a la defensiva, constituyendo aún una fuerza significativa hasta la batalla de Miriocéfalo, un siglo más tarde, no pudiendo garantizar por más tiempo la contención de las fuerzas del Islam. De este modo se explica la petición formulada por el emperador Alejo Comneno al papa Urbano II en 1095 para que le enviara mercenarios que le permitieran reconquistar el terreno perdido, lo que dio origen a la Primera Cruzada.